# Vườn quốc gia Carlsbad Caverns
Vườn quốc gia Carlsbad Caverns thuộc Eddy, tiểu bang New Mexico, miền Tây Hoa Kỳ nổi tiếng với gần 100 hang động đá vôi giống như những phòng thí nghiệm nghiên cứu về địa chất và sinh học dưới lòng đất. Vườn quốc gia này được thành lập năm 1930 với diện tích 18.926 ha. Cái tên của vườn quốc gia này gắn với một thị trấn Carlsbad gần đó.

## Lịch sử hình thành
Các hang động ở vườn quốc gia này được hình thành từ kỷ Permi cách đây 280 - 225 triệu năm.
Người ta tìm thấy ở các hang động, nhiều nhất và đặc biệt nhất là ở hang Lechuguilla những hóa thạch cổ xưa có niên đại hàng trăm triệu năm phục vụ cho nghiên cứu khoa học thế giới như hóa thạch của san hô, bọt biển, động vật chân đốt, động vật da gai, bộ ba thùy, tảo biển...

## Thiên nhiên
Cảnh quan thiên nhiên trong vườn quốc gia là những hang động đá vôi hình thành do quá trình giải phóng axit sunfuric, ngoài ra là sa mạc, rừng lá kim
Động vật ở đây rất nhiều loài: 64 loài động vật có vú (17 loài dơi), 331 loài chim, 44 họ ếch nhái và bò sát sinh sống nơi đây; còn thực vật rất phong phú với nhiều loài thực vật quý hiếm trong đó có một số loài xương rồng.

## Thành lập
Vườn quốc gia này được tìm thấy bởi một nhà thám hiểm có tên là Jim White. Ông đã tìm thấy các hang động và đặt tên cho chúng như: Big Room, New Room Mexico, Kings Palace, Queens Chamber, Papoose Room, Green Lake Room...đến những cái tên ấn tượng như Giant Dome, Bottomless Pit, Fairyland, Iceberg Rock, Temple of the Sun, và Rock of Ages tùy theo đặc điểm của từng hang.
Ngày 25 tháng 10 năm 1923, tổng thống Mỹ lúc bấy giờ là Calvin Coolidge đã ký công bố thành lập Di tích quốc gia hang Carlsbad, sau đó là việc thiết lập vườn quốc gia vào ngày 14 tháng 5 năm 1930. Hai năm sau đó, vườn quốc gia chính thức mở cửa lần đầu tiên cho khách tham quan bằng hệ thống hai thang máy đưa khách xuống lòng đất. Ngày nay, vườn quốc gia này mở cửa quanh năm, trừ dịp Giáng sinh